# آيت وانو (أوتاتن)
آيت وانو هو دُوَّار يقع بجماعة آيت الرخا، إقليم سيدي إفني، جهة كلميم واد نون في المملكة المغربية. ينتمي الدوّار لمشيخة أوتاتن التي تضم 33 دوار. يقدر عدد سكانه بـ 38 نسمة حسب الإحصاء الرسمي للسكان والسكنى لسنة 2004.

## وصلات خارجية
- البوابة الوطنية للجماعات الترابية
- المندوبية السامية للتخطيط